# Цвєт Володимир Дмитрович
Володимир Дмитрович Цвєт (15 січня 1932 — 26 січня 1994, Чернігів) — український радянський винахідник.

## Життєпис
Народився 15 січня 1932 року. Закінчив сім класів Чернігівської школи № 4 і пішов на роботу до Чернігівської фабрики музичних інструментів, починаючи трудовий шлях з учня, а надалі став ремонтником верстатів усієї фабрики. На 1989 рік працював слюсарем механоскладальних робіт Чернігівської фабрики імені Постишева виробничо-торгового об'єднання музичної промисловості «Акорд». 
Винайшов та виготовив чимало нового обладнання. Перший його винахід — верстат і модернізація ступеневого свердла з фрезою для свердління клавіатурних щитів. Потім були верстати-автомати для свердління отворів у металевих деталях та у кернах молотків механіки піаніно, комбінований затискач для нарізки зубців на інструментах, шаблон для перевірки сполучення отворів клавіатури щита та рами під час їх обробки на напівавтоматі. Загалом на його рахунку понад сто винаходів та рацпропозицій.
За трудові досягнення нагороджений орденами «Знак Пошани» (1966), Леніна (1974); 1989 року став лавреатом Державної премії СРСР.
Помер у Чернігові 26 січня 1994 року.

## Виноски
1. ↑  за видатні досягнення у праці — великий особистий внесок у розширення видів послуг та підвищення якості обслуговування населення